# 팬레터를 보내주세요
《팬레터를 보내주세요》는 2022년 11월 18일부터 2022년 11월 26일까지 방송된 MBC 금토드라마다.

## 기획의도
“충격 톱스타 H씨, 팬레터 쓰레기통에 버려!” 연예계 인생 최대 위기를 맞이한 여배우와 가짜 팬레터 답장으로 딸의 팬심을 지켜야만 하는 남자의 본격 탈덕 방지 로맨틱 코미디

## 제작진

### 제작사
- ㈜아센디오

### 제작
- 신동철
- 강재현
- 전혜준

### 연출
- 정상희 : ( MBC 토일드라마 《지금부터, 쇼타임!》(공동연출) 등 연출 )

### 극본
- 박태양

## 등장인물

### 주요 인물
- 최수영 : 한강희 역 - '한강희 CF로 보는 현대인의 하루'라는 말이 생길 정도로 텔레비전을 틀면 나오는, 대한민국 톱스타다.

아역시절부터 어딜 가나 주목받았지만 늘 사랑만 받았던 건 아니다. 인기가 올라갈수록 그녀가 추락하길 바라는 시기와 질투들이 넘쳐났다. 앞에서는 예쁘다, 연기 잘한다며 웃고 있는 사람들이 뒤에서는 온갖 말로 씹기 바빴고, 그 말들은 돌고 돌아 강희에게 전해졌다. 밝고 명랑했던 강희는 이제 고슴도치 마냥 날을 세워 다닌다. 타인을 믿지 못하고 자기 자신에 대한 혐오감도 있는 탓에 배우 한강희가 좋다는 팬들이 때론 이해되지 않는다. 출연한 드라마가 좋지 않은 성적을 거두고 상심해 있던 어느 날, 악의적인 기사까지 터지면서 연예계 인생 중 최대 위기를 맞는다. 하필 이럴 때 첫사랑, 정석이가 나타난 것이다.
정석이를 만나면 그때 하지 못했던 고백.. 아니 사과부터 하려고 했는데 왜 하필 지금.. 인생 최악의 순간, 애 아빠가 돼서 나타난 거니?
- 윤박 : 방정석 역 - 그는 그 시절 우리가 좋아했던 소년이었다

훈훈한 얼굴에 공부는 물론 운동까지 잘했던 추억 속 소년은 현재 잘나가는 로펌 변호사도 관둔 채 아픈 딸을 홀로 키우는 미혼부가 됐다, 공부 열심해 해서 홀어머니 순영을 호강시켜드리는 게 인생 목표였건만 하루아침에 미혼부가 되면서 순영은 물론 딸 유나에게도 미안한 마음을 갖고 산다. 그러나 내색하진 않는다. 가끔 유나가 아빠 걱정시킬까 짐짓 맑게 웃을 때가 있는데 자신을 닮아 그런 것 같아 또 미안하다. 늘 죄책감에 눌려 사는 탓에 맘 편히 놀아본 적 없던 그가 강희를 만나 난생처음 놀고 싶다는 생각을 했다. 강희랑 있으면 고등학교 시절, 천진난만했던 그때로 돌아가는 기분이다.
아니다, 모든 건 다 기분 탓이다. 나는 아빠고, 강희는 닿을 수 없는 별, 톱스타가 아닌가.
- 신연우 : 방유나 - 정석의 딸, 2년 전 급성 림프구성 백혈병 진단을 받고 현재 항암 치료 중이다.

배우 한강희 언니의 열혈 팬으로 (강희 언니라고 불러야지 강희 이모라고 부르면 야단난다) 옆 병실에서는 시청률 고공행진 중인 국민 드라마 한창 방영 중이지만 유나네 병실 사람들은 안드로메다로 향하고 있는 한강희 드라마를 강제 시청 중이다. 어른들은 궁금하다. 나이도 어린 유나가 왜 저리 한강희를 좋아하는지. 정석은 그저 예쁜 좋아할 나이인가 보다 생각할 뿐인데. 누가 알까. 어린 마음에 콕 박혀있는 사연을.

### 소속사 식구들
- 정인지 : 윤아영 역 - 강희 소속사 대표

강희가 현숙과의 갈등으로 힘들어할 때 즈음 만났다, 그래서 그런지 강희에 대해 안 좋은 기사나 말들이 나오면 소속 배우가 욕을 먹는 게 싫은 정도가 아니라 친동생 마냥 아파하고 같이 싸워준다. 아영은 강희가 배우로서 성장하길 바랄 뿐만 아니라 좋은 남자 만나 따뜻한 가정을 꾸렸으면 하는 바람도 있다. 평소에는 이성적이지만 한번 뚜껑이 열리면 인정사정없다.
- 김상우 : 허훈 역 - 강희의 매니저

신입일 때부터 모두가 어려워하는 톱스타 한강희를 담당 아티스트로 맡게 됐다, 옆에서 강희를 지켜보니 소문대로 싸가지 없는 건 맞는데 결코 현장에서 이유 없이 싸가지를 부리는 게 아니란 걸 안 순간부터 강희를 친누나처럼 잘 따른다. 남매처럼 평소엔 티격태격하지만 결정적인 순간에는 강희를 위해 제 몫을 다한다.

### 희송고 동창생
- 강다현 : 구혜리 역 - 배우다, 강희만큼 탑은 아니지만 라디오 DJ도 맡고 최근에는 영화 주인공까지 꿰찼다. 강희와는 고교 동창이지만 이를 아는 사람은 많지 않다. 데뷔 초 한 방송에 나와 강희와의 에피소드를 풀며 친구인 걸 과시했지만 강희 쪽에서 아무런 반응이 없자 자존심이 상했다. 지금은 현장에서 강희와 마주쳐도 서로 모른 체 지나간다.
- 최하윤 : 오연희 역 - 동구의 어머니이자 강희, 혜리의 고등학교 동창이다. 동구 유튜브에 악플이 달리자 악플러들과 싸우는 열혈 엄마다. 악플러들과 싸우다 보니 과거 자신이 했던 잘못이 떠올라 부끄럽다. 때마침 강희의 논란이 터지자 깊은 고민에 빠지는데..

### 병원 식구들
- 한정호 : 정윤도 역 - 정석의 친구, 세빛 어린이 병원 내 편의점 사장.

직장에서 번번이 잘리고 어머니가 하시던 편의점을 물려받아 운영하고 있다. 능력이 없어 잘린 게 아니라 번번이 끓어오르는 의협심을 주체 못 해 잘린 것이다. 불의를 보면 참지 못하는 정의의 사나이이자 유나에겐 정 많은 삼촌이다.
- 진유찬 : 윤동구 역 - 유나의 소아병동 단짝

병원 브이로그 영상을 만들어 SNS '동구채널'에 올리는 게 취미다, 한강희 영상을 제작해 SNS에 올렸다 구독자 수가 폭발한다. 한강희 누나 관련 콘텐츠를 계속해서 올리고 싶은데 옆에서 항상 응원해 주던 엄마가 못마땅해 하는 눈치다.
- 유지완 : 한솔이 역 - 아이지만 이성적이고 말하는 게 꽤 논리적이다, 귀여운 얼굴로 아닌 건 아니라고 말하는 대쪽 같은 단호함에 어른들도 할 말 없게 만든다.
- 김규나 : 이시현 역 - 솔이가 이성파면 시현이는 감성파다, 유나가 웃으면 같이 웃고, 슬퍼하면 같이 울어 줄 줄 아는 공감 능력이 아주 뛰어나다.
- 김미려 : 솔이 맘 역 - 눈에 보이면 보이는 대로, 생각이 나면 나는 대로 거침없이 말하는 스타일이다. 해서 말실수가 잦지만 사람이 영 밉지는 않다.
- 조혜선 : 시현 맘 역 - 수다로 스트레스 푸는 타입, 병원에 있다 보니 하루에 채워야 할 수다를 SNS, 맘카페, 단톡방에서 채우고 있다. 눈치는 다소 없는 편이다.
- 박찬양 : 표간호사 역 - 보호자들과 살갑게 지내는 성격으로 병원 안팎 소식이 빠르다, 부지런히 움직이는 탓에 병원 어디서든 표간호사를 만날 수 있다.

### 뉴스타 신문
- 정재성 : 손혁수 역 - 연예부 기자

강희가 아역 배우일 때부터 알고 지냈고 현재는 앙숙이다, 현숙과 누님, 동생 하며 가깝게 지내다 강희가 현숙과 의절하자 그때부터 현숙과 짜고 강희에게 안 좋은 기사를 쓰기 시작한다. (강희가 패륜 여배우 타이틀 붙인 것도 혁수다.) 기사 조회 수를 위해서라면 가짜 뉴스, 악마의 편집도 불사한다.

### 그리고...
- 방은희 : 남현숙 역 - 강희의 어머니

강희를 가졌을 때만 해도 남현숙 인생 제대로 발목 잡혔다 생각했다, 그래서 키우는 동안 온갖 구박은 다 했는데 강희가 아역배우로 돈을 벌어오자 그제야 따뜻한 눈길을 보내줬다. 물론 강희가 아닌 통장에 찍히는 액수를 향한 눈길이었지만. 강희와 의절하고도 딸의 유명세를 톡톡히 이용해 먹고 산다.
- 차미경 : 홍순영 역 - 정석의 어머니

일찍 죽은 남편을 대신해 홀로 정석을 키웠다, 아들에게 더 해주지 못해 미안한 엄마는 늘 종종거린다. 일하느라 바쁜 아빠와 낳자마자 자식을 버리고 떠난 엄마의 부재를 어린 유나가 이해할 수 있도록 부단히 노력한다.
- 박영운 : 최실장 역 - 한창 강희가 현숙과 사이가 좋지 않았을 때 담당 매니저로 옆에서 고생 꽤나 했다, 그래서 그런지 강희 논란이 터지면 한숨부터 쉬지만 누구보다 발 빠르게 움직인다.
- 방진원 : 혜리 매니저 역 - 혜리를 담당하게 된 지 얼마 되지 않아 아직 아티스트 파악 중이다, 혜리 때문에 관둔 매니저가 한둘이 아니란 소리는 익히 들었는데 역시 쉽지 않다.
- 차유주 : 혜리 코디 역 - 해맑고, 순수하다. 그 점이 의도치 않게 혜리를 긁는데 혜리가 뭐라 해도 큰 타격감이 없다는 게 진짜 위너다.
- 최무인 : 학생주임 역 - 강희와 정석의 고교 시절, 호랑이 선생님.
- 양주호 : 드라마 감독 역 - 드라마 별빛남녀 감독

잘 되면 내 덕분, 안 되면 네 탓인 성격.
- 권혁 : 별빛남녀 주인공 역 - 드라마 별빛남녀 남자 주인공, 톱스타.
- 미상 : 학교 경비 역
- 미상 : 한강희의 엄마 역

## 시청률
최저 시청률과 최고 시청률은 시청률 조사회사와 지역별로 시청률에 차이가 있을 수 있습니다.
| 2022년 | 2022년    | 2022년         | 2022년       | 2022년 |
| 회차   | 방송일    | AGB 시청률     | AGB 시청률   |        |
| 회차   | 방송일    | 대한민국(전국) | 서울(수도권) |        |
| ------ | --------- | -------------- | ------------ | ------ |
| 제1회  | 11월 18일 | 2.0%           | -            |        |
| 제2회  | 11월 19일 | 1.3%           | -            |        |
| 제3회  | 11월 25일 | 1.5%           | -            |        |
| 제4회  | 11월 26일 | 0.9%           | -            |        |

## 참고 사항
- 강다현과 권혁은 MBC 일일 드라마 밥이 되어라 이후 두 번째로 호흡을 맞춘다.

## 수상
- 2022년 MBC 연기대상 일일&단막드라마 부문 여자 우수연기상 (수영)

## 같이 보기
- 대한민국의 텔레비전 드라마 목록 (ㅍ)
- 2022년 대한민국의 텔레비전 드라마 목록